# Ligne d'Aubigny-au-Bac à Somain
La ligne d'Aubigny-au-Bac à Somain était une ligne ferroviaire française à écartement standard électrifiée à voie unique reliant la gare d'Aubigny-au-Bac à celle de Somain. 
Elle constitue la ligne no 258 000 du réseau ferré national.

## Historique

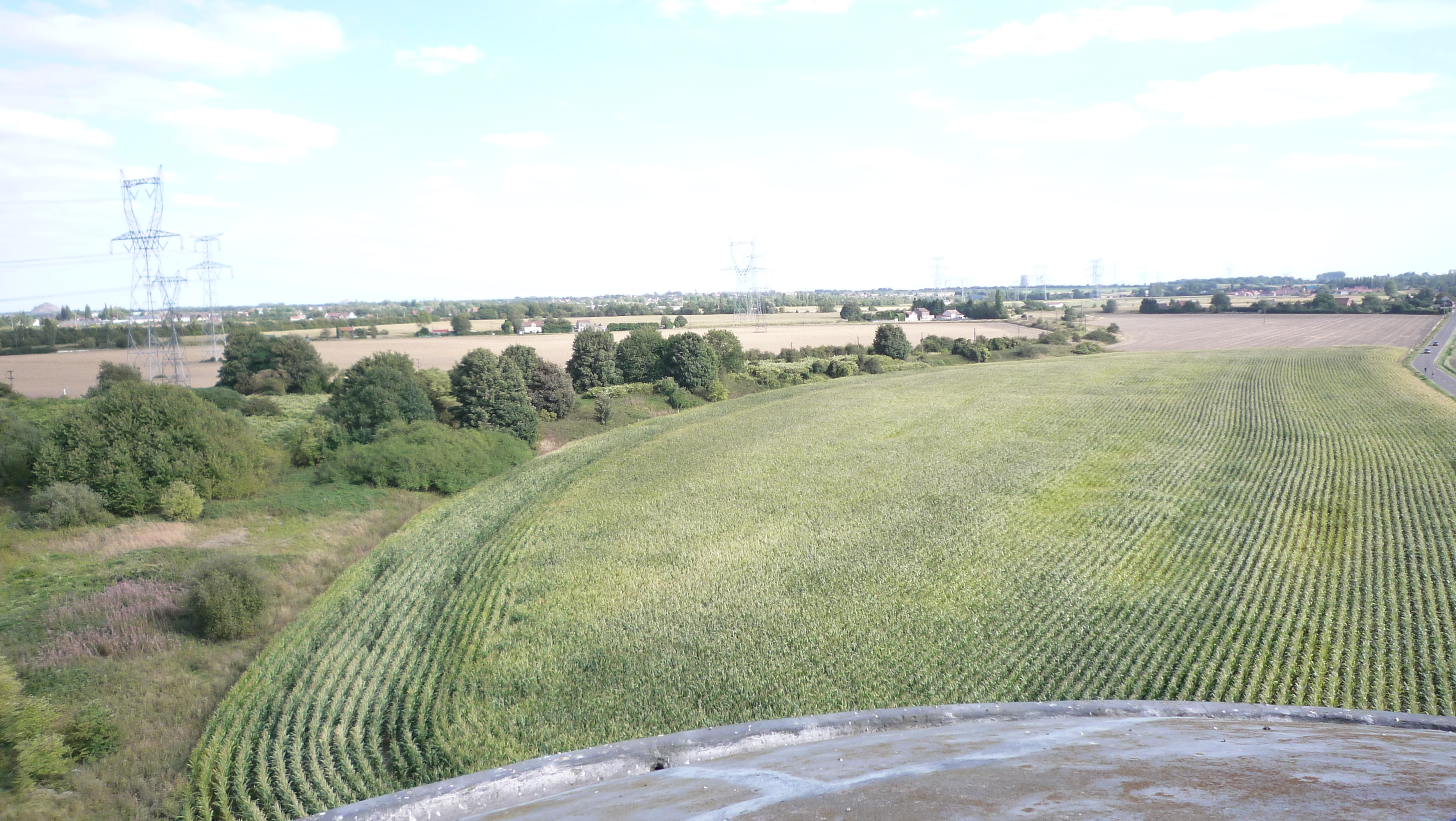
La ligne se dirigeant vers Aniche alors qu'elle vient de prendre naissance au triage de Somain.

La ligne est concédée par des conventions signées les 6 avril 1872 et 22 janvier 1973 entre le département du Nord et la Compagnie des chemins de fer de Picardie et des Flandres. Cette convention est approuvée par un décret le 2 mai 1873 qui déclare la ligne d'utilité publique à titre d'intérêt local.
Une convention signée le 6 juillet 1875 entre le ministre des Travaux publics et la Compagnie des chemins de fer de Picardie et des Flandres concède à nouveau la ligne. Cette convention est approuvée à la même date par un décret qui déclare la ligne d'utilité publique à titre d'intérêt général.
D'une longueur de 14 km, elle a été inaugurée le 15 juin 1882. Elle desservait les gares de Somain, d'Aniche, Monchecourt, Villers-au-Tertre et Aubigny-au-Bac. Seule une section entre Somain et Aniche est encore utilisée, étant donné la présence de l'embranchement ferroviaire de l'usine Saint Gobain à Aniche.
La ligne est reprise définitivement par la Compagnie des chemins de fer du Nord selon les termes d'une convention signée entre le ministre des Travaux publics et la compagnie le 5 juin 1883. Cette convention est approuvée par une loi le 20 novembre suivant.
Le retranchement et le déclassement partiel est réalisé en plusieurs étapes :
- Aubigny-au-Bac - Monchecourt (PK 209,146 à 214,000) : 12 novembre 1954[6].
- Monchecourt - Azincourt (PK 214,000 à 215,450) : 24 mai 1960[7].
- La section d'Azincourt à Aniche est officiellement fermée en 1987. Elle est retranchée du réseau ferroviaire et déclassée (PK 215,450 à 218,210) par un décret du 20 septembre 1991, en raison de la création d'une coulée verte[8].

## Caractéristiques
C'est une ligne à voie unique avec un profil médiocre : les déclivités maximum étaient de 15‰ d'Aubigny-au-Bac à Monchecourt et de 10‰ au-delà.
La section Azincourt - Somain a été électrifiée en 25 kV - 50 Hz le 8 janvier 1957 en même temps que la section Somain - Valenciennes. Les installations de traction électrique ont été déposées entre Azincourt et Aniche préalablement au déclassement de 1991.

## Vestiges préservés

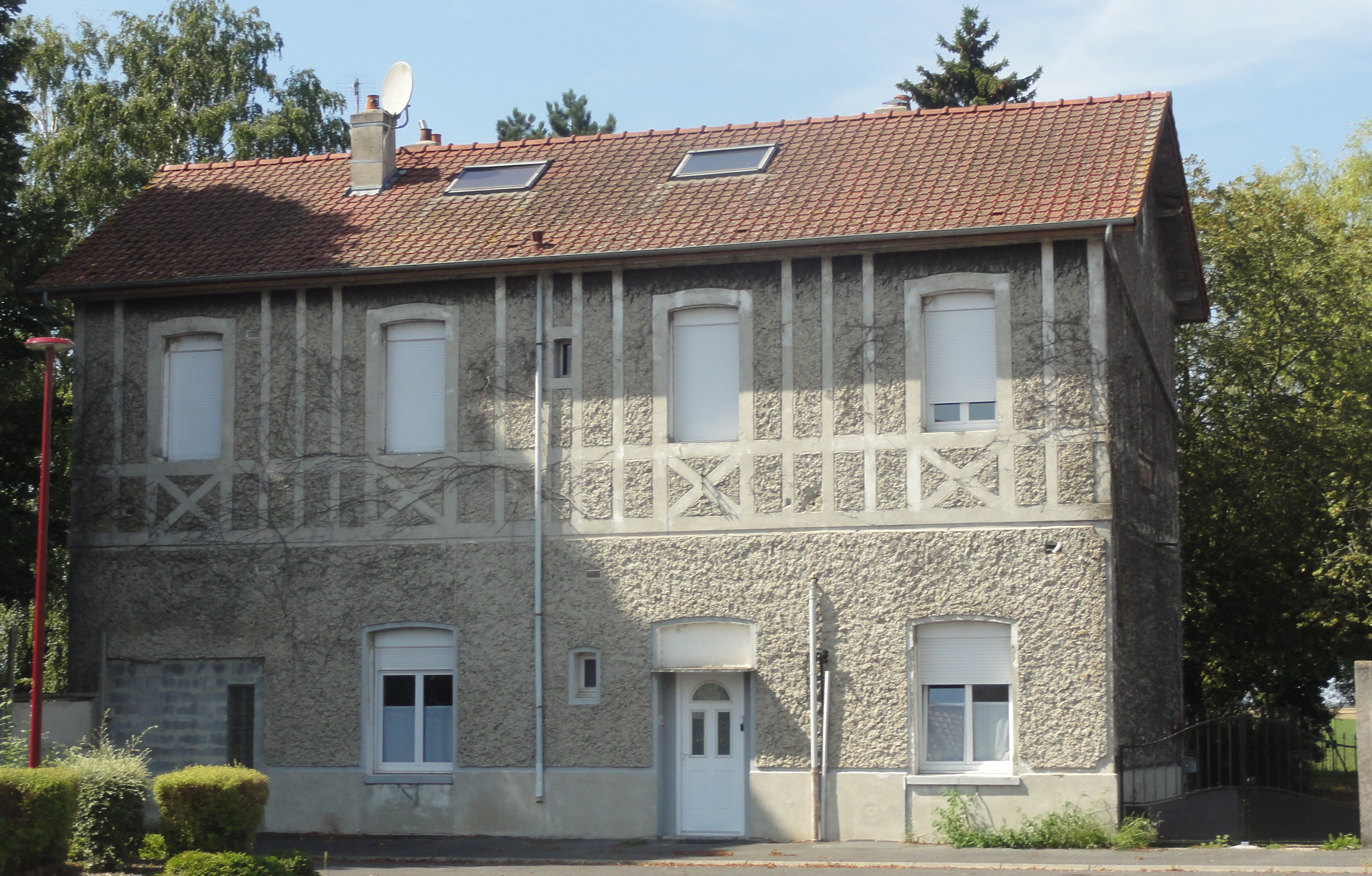
L'ancienne gare de Monchecourt en 2019